# 1941 dans les chemins de fer
Chronologie des chemins de fer
1940 dans les chemins de fer - 1941 - 1942 dans les chemins de fer

## Évènements
- automne, Europe : début de la déportation des Juifs en Pologne par le chemin de fer.
- fin d'année, France : achèvement de la ligne de chemin de fer de Kenadsa à Bou-Arfa, au Maroc, elle a été construite en utilisant des travailleurs forcés, organisés par le régime de Vichy dans des groupements de travailleurs étrangers » (GTE)[1]

### Janvier
- 24 janvier, Espagne : loi de la nationalisation des compagnies privées, création du réseau national des chemins de fer espagnols ((es) Red National de Ferrocarriles Espanoles (Renfe)[2].

### Mars
- 22 mars, France : loi concernant la construction du chemin de fer reliant la Méditerranée au Niger[3].

### Juillet
- France - Chine : la ligne de chemin de fer du Yunnan a perdu 160 km de voie, détruite par le gouvernement de Tchang Kaï-chek. Cette ligne est le seul investissement important de la France en Chine[4].

### Novembre
- 30 novembre, France, loi du 30 novembre sur les chemins de fer :

Déclassement des lignes inachevées suivantes : 
- ligne transcévenole
- ligne de Chorges à Barcelonnette
- ligne du Champsaur
- Ligne de Cahors à Moissac
- Ligne de Saint-Juéry à Saint-Affrique

Déclassement des lignes suivantes :
- Ligne de Condom à Castéra-Verduzan
- Ligne de Maisons-Laffitte à Champ-de-Courses
- Ligne d'Orval - Hyenville à Regnéville-sur-Mer
- Ligne de Hautefort à Terrasson

Déclassement des sections de lignes suivantes :
- Ligne de Pressins à Virieu-le-Grand de Saint-Didier d'Aoste à Brégnier-Cordon (PK 84,163 à 87,753)
- Ligne de Pamiers à Limoux du Carlaret à Mirepoix (PK 72,100 à 89,363) et de Belvèze (Aude) à Limoux (PK 111,010 à 127,5)
- Ligne de Carsac à Gourdon de Groléjac à Gourdon
- Ligne d'Uzès à Nozières - Brignon de Uzès à Bourdic
- Ligne de Langon à Gabarret de Bourriot-Bergonce à Gabarret (PK 96,900 à 120,196)
- Ligne de Salon à La Calade-Éguilles de Saint-Cannat à La Calade - Éguilles
- Ligne d'Alès à Port-L'Ardoise de Célas )à Fontarèches
- Ligne de Lyon-Saint-Paul à Montbrison de Grézieux-le-Fromental à Montbrison

## Statistique annuelle
- France : les chiffres fournis par la SNCF indiquent 8 677 agents « mis à la retraite ou à la réforme » et 1 695 agents révoqués pour vols[5]